# 藤﨑美希
藤﨑 美希（ふじさき みき、5月13日 - ）は、テレビ高知 (KUTV) のアナウンサー。
高知県高知市出身。2006年にテレビ高知に入社。

## 担当番組
- 歌って走ってキャラバンバン
- みのもんたの朝ズバッ!内「今日も安全運転」（2007年6月末まで）
- テレっちのたまご
- イブニングKOCHI
- 情報パレット からふる → からふる - 水曜・木曜担当キャスター（2020年3月30日 - ）